# Oppo Reno7
Oppo Reno7 — лінійка смартфонів, розроблених компанією OPPO, що входять у серію Reno. Глобальна лінійка складається з Oppo Reno7, Reno7 5G, Reno7 Pro та Reno7 Lite/Reno7 Z, а китайська — Reno7 5G, Reno7 Pro та Reno7 SE.
Глобальна версія Oppo Reno7 5G та Reno7 SE є дуже подібними моделями, але мають різні набір камер та розміщення деяких елементів на корпусі. Також під брендом OnePlus був випущений OnePlus Nord CE 2 5G, що є майже повною копією Oppo Reno7 5G, але з фронтальною камерою від Reno7 SE. Також в деяких країнах Європи Oppo Reno7 5G продається під назвою Oppo Find X5 Lite.
В Індії Reno7 продається як Oppo F21 Pro.
17 серпня 2022 року був представлений Oppo Reno8, що в основному відрізняється від Oppo Reno7 оформленням задньої панелі. В Індії Reno8 був представлений 15 вересня того ж року разом з Oppo F21s Pro 5G як Oppo F21s Pro.
Офіційно в Україні продавалися тільки Oppo Reno7 та OnePlus Nord CE 2 5G.

## Дизайн
Екран виконаний зі скла Corning Gorilla Glass 5. В Reno7 задня панель виконана зі штучної шкіри в помаранчевому кольорі, а в чорному — зі скла, в Reno7 5G, 7 SE та Reno8 — з пластику, а в китайського Reno7 5G та 7 Pro — зі скла. Рамка в китайського Reno7 5G та 7 Pro виконана з алюмінію, а в усіх інших моделей — з пластику.
Всі моделі лінійки Reno7 окрім Reno7 5G та 7 SE отримали пласкі грані.
Особливостями дизайну деяких смартфонів лінійки та Reno8 став RGB-індикатор на задній панелі, який у Reno7 та Reno8 він присутній у вигляді кільця навколо камери-мікроскопа, а в Oppo Reno7 Pro — навколо блоку камери.
За дизайном Oppo Reno7 5G та Reno7 SE відрізняються тільки розміщенням елементів, а в OnePlus Nord CE 2 5G перехід від корпусу до камери виконаний як у Oppo Find X3.
В Reno7, 7 5G та OnePlus Nord CE 2 5G знизу розміщені роз'єм USB-C, динамік, мікрофон та 3.5 мм аудіороз'єм. Зверху розташований другий мікрофон. З лівого боку розміщені кнопки регулювання гучності та слот під 2 SIM-картки і карту пам'яті формату microSD до 256 ГБ. З правого боку розміщена кнопка блокування смартфона.
В китайської версії Reno7 5G, 7 Pro та 7 SE знизу розміщені роз'єм USB-C, динамік, мікрофон та слот під 2 SIM-картки. Зверху розташований другий мікрофон. З лівого боку розміщені кнопки регулювання гучності. З правого боку розміщена кнопка блокування смартфона.
Oppo Reno7/F21 Pro продавався в кольорах Галактичний чорний та Сонячний помаранч.
Oppo Reno7 5G продавався в кольорах Зоряний чорний та Startrails Blue (блакитний).
Oppo Reno4 5G продавався у 3 кольорах: Галактичний синій, Space Black (чорний) та фіолетовий.
Oppo Reno7 Pro продавався у 3 кольорах: Starlight Black (чорний), Startrails Blue (блакитний) та золотий.
Oppo Reno8/F21s Pro продавався в кольорах Світанковий золотий та Зоряний чорний.
OnePlus Nord CE 2 5G продавався у кольорах Gray Mirror (сірий) та Bahama Blue (блакитний).

## Технічні характеристики

### Платформа
Reno7 та Reno8 отримали процесор Qualcomm Snapdragon 680 та графічний процесор Adreno 610.
Reno7 5G, 7 SE, Find X5 Lite та OnePlus Nord CE 2 5G отримали процесор MediaTek Dimensity 900 та графічний процесор Mali-G68 MC4.
Китайський варіант Reno7 5G отримав процесор Qualcomm Snapdragon 778G та графічний процесор Adreno 642L.
Reno7 Pro отримали процесор MediaTek Dimensity 1200 Max та графічний процесор Mali-G77 MC9.

### Батарея
Смартфони отримали батарею об'ємом 4500 мА·год. Reno7, Reno8 та 7 SE отримали підтримку швидкої зарядки потужністю 33 Вт, Reno7 5G, 7 Pro та OnePlus Nord CE 2 5G — 65 Вт, а китайський Reno7 5G — 60 Вт. Також всі моделі мають підтримку зворотної дротової зарядки

### Камери

#### Основна камера
Reno7 та Reno8 отримали основну потрійну камеру 64 Мп, f/1.7 (ширококутний) з фазовим автофокусом + 2 Мп, f/3.3 (мікроскоп) + 2 Мп, f/2.4 (сенсор глибини). Також, як і в Oppo Find X3 присутня кільцева підсвітка для мікроскопу. Є можливість зйомки відео у роздільній здатності 1080p@30fps.
Обидві версії Reno7 5G та OnePlus Nord CE 2 5G отримали основну потрійну камеру 64 Мп, f/1.7 (ширококутний) з фазовим автофокусом + 8 Мп, f/2.2 (надширококутний) з кутом огляду 119° + 2 Мп, f/2.4 (макро) зі здатністю запису відео в роздільній здатності 4K@30fps.
Reno7 SE отримав основну потрійну камеру 48 Мп, f/1.7 (ширококутний) з фазовим автофокусом + 2 Мп, f/2.4 (макро) + 2 Мп, f/2.4 (сенсор глибини) із здатністю запису відео в роздільній здатності 4K@30fps.
Reno7 Pro отримав основну потрійну камеру 50 Мп, f/1.8 (ширококутний) з фазовим автофокусом + 8 Мп, f/2.2 (надширококутний) з кутом огляду 119° + 2 Мп, f/2.4 (макро) зі здатністю запису відео в роздільній здатності 4K@30fps.

#### Передня камера
Reno7, 7 5G, 7 Pro та 8 отримали фронтальну камеру 32 Мп, f/2.4 (ширококутний).
Всі інші моделі отримали фронтальну камеру 16 Мп, f/2.4 (ширококутний).
В усіх моделей передня камера вміє записувати відео у роздільній здатності 1080p@30fps.

### Екран
Смартфони отримали AMOLED-екран, FullHD+ (2400 × 1080) зі співвідношенням сторін 20:9, частотою оновлення дисплею 90 Гц та круглим вирізом під фронтальну камеру, що знаходиться зверху в лівому кутку.
В Oppo Reno7 Pro він має діагональ 6.55" та щільність пікселів 402 ppi, а в інших моделей — 6.43" та 409 ppi відповідно. Також в Reno7 Pro та OnePlus Nord CE 2 5G присутня підтримка технології HDR10+.
Також у всіх моделей під дисплей вбудовано в оптичний сканер відбитків пальців.

### Звук
Oppo Reno7 Pro отримав стереодинаміки. Роль другого динаміка виконує розмовний. У всіх інших моделей стереозвук відсутній.

### Пам'ять
Oppo Reno7 продавався в комплектації 6/128, 8/128 та 8/256 ГБ. В Україні Oppo Reno7 офіційно продається тільки в комплектації 8/128 ГБ.
Oppo Reno7 5G та Reno7 SE продавалися в комплектації 8/128 та 8/256 ГБ.
Oppo F21 Pro та F21s Pro продавалися в комплектації 8/128 ГБ.
Oppo Reno8 та Find X5 Lite продавалися в комплектації 8/256 ГБ.
Китайський варіант Oppo Reno7 5G продавався в комплектаціях 8/128, 8/256 та 12/256 ГБ.
Oppo Reno7 Pro продавався в комплектаціях 8/256 та 12/256 ГБ.
OnePlus Nord CE 2 5G продавався в комплектаціях 6/128 та 8/128 ГБ.
Китайський варіант Oppo Reno7 отримав тип вбудованої пам'яті UFS 2.1, Reno7 Pro UFS 3.1, а всі інші моделі — UFS 2.2.

### Програмне забезпечення
Oppo Reno7 та Reno8 були випущені на ColorOS 12.1 на базі Android 12, інші моделі лінійки Reno7 — на ColorOS 12 на базі Android 11, а OnePlus Nord CE 2 5G — OxygenOS 11 на базі Android 11. Oppo Reno7 та Reno8 були оновлені до ColorOS 14 на базі Android 14, інші моделі лінійки Reno7 — на ColorOS 13.1 на базі Android 13, а OnePlus Nord CE 2 5G — OxygenOS 13 на базі Android 13.

## Варіації

### Oppo Reno7 Pro League of Legends Mobile Game Limited Edition
Oppo Reno7 Pro League of Legends Mobile Game Limited Edition — спеціальна версії Oppo Reno7 Pro, присвячена грі League of Legends Mobile.

### Oppo Reno7 New Year Edition
Oppo Reno7 New Year Edition — спеціальна версія китайського Oppo Reno7 5G, присвячена до китайського Нового року.